# 斯特羅恩中學
斯特羅恩中學（英語：Bishop Strachan School，縮寫）是加拿大安大略省多倫多的一所女子中學，由約翰·蘭特里博士於1867年創辦，是加拿大歷史最悠久的也是最有名的日間與寄宿的女子學校。校名是為了紀念英國國教派主教約翰·斯特羅恩（他是多倫多第一個主教，而且終身致力於教育創立多倫多大學的三一學院與大學書院。
該校在創始之時就是要教育年輕女子在學術上有一定成就，甚至在大學開始招收女子學生之前就已經開始教授如拉丁文之類的大學入門課程。目前提供幼兒園到中學（12年級）的課程（約4到17歲），7年級以上可申請寄宿學生。目前全校學生大約有850人，寄宿學生來自加拿大與世界各地。隨然傳統上是英國國教派教會學校，但是學校尊重學生的各種信仰。與其它大英國協的私立學校的傳統一樣，學生都必需穿制服，並且是某一組（house）的成員。
斯特羅恩中學的學生在進階先修課程成績在加拿大一直是名列前茅。

## 外部連結
- 斯特羅恩中學網站 （页面存档备份，存于）（英文）